# Puncturella abyssicola
Puncturella abyssicola är en snäckart som beskrevs av Addison Emery Verrill 1885. Puncturella abyssicola ingår i släktet Puncturella och familjen nyckelhålssnäckor. Inga underarter finns listade i Catalogue of Life.